# 保加利亞地理

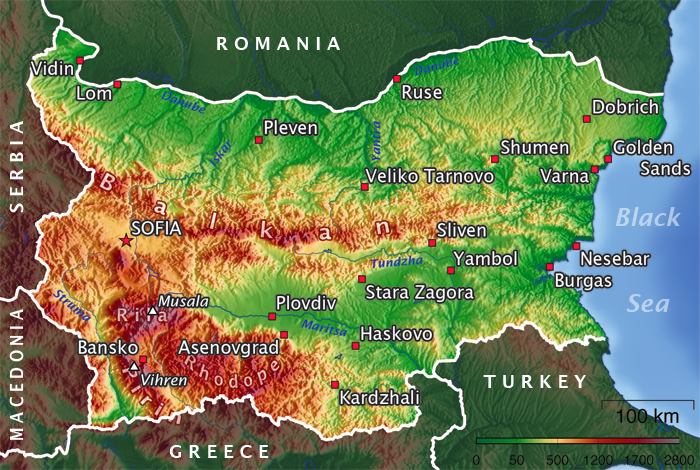
保加利亞地圖

保加利亞是一個位於歐洲東南部巴爾幹半島上的國家，毗鄰羅馬尼亞、塞爾維亞、馬其頓共和國、希臘、土耳其和黑海。多瑙河構成保加利亞同羅馬尼亞之間的邊界（直到錫利斯特拉為止）。保加利亞國土面積110,550平方公里，略大於冰島或美國的田納西州。 保加利亞位於黑海西海岸。北與羅馬尼亞，西同塞爾維亞和馬其頓，南與希臘和土耳其接壤。雖然保加利亞的國土面積不大，但地形卻十分多樣。

## 地形
| Height zones | Height (m) | Area (km²) | Area (%) |
| ------------ | ---------- | ---------- | -------- |
| 低地         | 0-200      | 34,858     | 31,42    |
| 丘陵         | 200-600    | 45,516     | 41,00    |
| 矮山         | 600-1000   | 16,918     | 15,24    |
| 中高山       | 1000-1600  | 10,904     | 9,82     |
| 高山         | 1600-2925  | 2,798      | 2,52     |

## 水系

保加利亞流域地圖

橫貫保加利亞國土中央的巴爾幹山脈將保加利亞的河流分為兩大水系。以北的河流多注入多瑙河，以南的則多注入愛琴海。

## 國土及邊界
面積：

總計：
110,910 km²

陸地：
110,550 km²

水域：
360 km²
面積比較：
略大於田納西州。
陸地邊界

總計：
1,808 km

接壤國家：
希臘 494 km；馬其頓共和國 148 km；羅馬尼亞 608 km；塞爾維亞 318 km；土耳其 240 km
海岸線：
354 km

最低處：
黑海 0 m
最高處：
穆薩拉峰 2,925 m